# 15-я группа психологических операций (Великобритания)
15-я бригада психологических операций Великобритании (англ. 15 (United Kingdom) Psychological Operations Group) — британское подразделение психологической войны, ранее входившее в состав 1-й бригады военной разведки, с апреля 2014 года перешедшее под контроль Вспомогательной группы безопасности (англ. Security Assistance Group) и с апреля 2015 года состоящее в 77-й бригаде.

## История
Во время войны в Персидском заливе 1991 года в Великобритании началось формирование подразделения под названием 15-я (британская) группа психологических операций (теневая) (англ. 15 (UK) PSYOPS Group (Shadow)). Название было утверждено так, чтобы группу не путали с одной из четырёх американских: 2-й, 4-й, 7-й или 8-й. Номер 15 был выбран не случайно: 21-ю группу армий, которую поддерживала 15-я группа психологических операций, ранее во Вторую мировую войну поддерживали группы под номерами с 10 по 14. Символика группы была заимствована у Индийских полевых подразделений связи времён Второй мировой: оленьи рога как символ вспомогательной части и антенна как символ психологического превосходства.
Группа окончательно была сформирована уже после войны в Персидском заливе: министерство обороны Великобритании стало свидетелем результатов психологических операций США и заявило, что армии нужны подобные подразделения. Изначально оно состояло всего из одного офицера, которому по желанию назначали помощников и подчинённых. Группа была известна среди военных как «теневая», согласно военной терминологии, о деятельности которого мало что было известно. Некоторые лица по ошибке считали, что «теневая» — кодовое название группы и что её члены якобы часто упоминались в прессе, причём не всегда с положительной стороны.
С 1991 года группа расширялась, чтобы соответствовать требованиям военного законодательства, и участвовала регулярно в каждой крупной военной операции британских вооружённых сил. Полковой ассоциацией для группы является «Чёрно-белый клуб» (англ. Black and White Club): в 2013 году его члены участвовали в торжественных мероприятиях в Воскресенье поминовения павших в войнах. Членами клуба являются полковник Колин Мэйсон (в отставке), бывший работник МИД Тони Роулэндс, коммандер ВМС Стив Тэйтем и бывший 2-й директор по защите коммуникаций Великобритании Стивен Джолли.
В октябре 2012 года группа была награждена Мечом мира Фирмина за «ценный вклад в гуманитарную деятельность путём установления хороших и дружественных отношений с жителями какого-либо общества на родине или за границей». Меч был представлен командиру группы Стивену Тэтему, офицеру ВМС, на церемонии в Лондоне, организованной начальником штаба Британской армии, генералом сэром Дэвидом Ричардсом; освещением занималась телекомпания Би-би-си. В представлении к награде говорилось следующее:

Небольшой отряд 15-й группы психологических операций пребывал в провинции Гильменд. Работая преимущественно с афганским гражданским населением, он стремился сообщить, успокоить, обучить и при помощи предоставления свободных и беспристрастных обсуждений убедить афганцев, что их будущее зависит не от талибов, не от сил ISAF, а от самих афганцев и их избранного правительства. Отряд открыл сеть радиостанций, позволив некоторым афганцам стать диджеями на них, транслировал музыку, стихи, ток-шоу и даже мыльную оперу «Гильменд», а также производил графические плакаты и листовки для общения в тех районах, где уровень грамотность составляет всего 20%. Последние проекты включают в себя информационные кампании, которые убеждают детей не трогать найденные ими боеприпасы, распространяют информацию о сельскохозяйственных и ветеринарных участках на радио, а также устраивают ежедневные дискуссии по политическим вопросам.
Оригинальный текст (англ.)A small team from 15 POG has been continuously deployed to Helmand for six years. Working predominantly with the Afghan civilian population, it has sought to inform, reassure, educate and through the promotion of free and unbiased discussion persuade Afghans that their futures are best served not with the Taliban, nor with ISAF, but with themselves and their elected government. The unit runs a network of radio stations employing local Afghans as DJs, broadcasting music, poetry, debate programmes and even a Helmandi soap opera, as well as producing graphical posters and leaflets to communicate in an area where literacy rates are only around 20%. Recent projects include information campaigns to prevent children picking up spent ordnance they find, disseminating information from farming and veterinary workshops using their radio stations, and promoting debate on political issues of the day.

Почётным полковником, покровителем группы является генерал-лейтенант сэр Пол Ньютон, бывший командир подразделения подготовки Британской армии, назначенный в 2014 году шефом группы. С 2016 года штабом 15-й группы стали казармы Денисона, где ранее базировалась 77-я бригада, а группа покинула Оборонный центр разведки и безопасности.

## Роль
В составе 15-й группы психологических операций насчитывается 150 человек: 75 из регулярных вооружённых сил и 75 из резерва. Группа оказывает поддержку командирам во время психологических операций на оперативном и тактическом уровнях.